# Езерский, Анджей
Анджей Езерский (пол. Andrzej Jezierski; 28 июля 1980, Гродкув) — польский гребец-каноист, выступал за сборную Польши в первой половине 2000-х годов. Двукратный чемпион мира, серебряный и бронзовый призёр чемпионатов Европы, победитель многих регат национального и международного значения. Также в период 2011—2012 годов представлял сборную Ирландии, в составе ирландской команды участник летних Олимпийских игр в Лондоне.

## Биография
Анджей Езерский родился 28 июля 1980 года в городе Гродкуве Опольского воеводства.
Первого серьёзного успеха на взрослом международном уровне добился в 2001 году, когда попал в основной состав польской национальной сборной и побывал на чемпионате Европы в Милане, откуда привёз две награды бронзового достоинства, выигранные в зачёте четырёхместных каноэ на дистанциях 200 и 1000 метров. Год спустя на европейском первенстве в венгерском Сегеде получил серебро в одиночках на двухстах метрах, тогда как на мировом первенстве в испанской Севилье взял серебро в той же дисциплине и одержал победу в четвёрках на тысяче метрах.
В 2003 году Езерский выступил на европейском первенстве в американском Гейнсвилле, где стал бронзовым призёром в километровой гонке четырёхместных экипажей. Через два года на домашнем чемпионате Европы в Познани добавил в послужной список две серебряные награды, выигранные в четвёрках на пятистах и тысяче метрах. Кроме того, на чемпионате мира в хорватском Загребе получил бронзовую медаль в четвёрках на полукилометровой дистанции и стал чемпионом в четвёрках на километре.
Несмотря на довольно успешные выступления, после сезона 2005 года Анджей Езерский принял решение завершить карьеру профессионального спортсмена и переехал на постоянное жительство в Ирландию. Однако в 2011 году он всё же вернулся в большой спорт, уже под флагом ирландской национальной сборной, и благодаря череде удачных выступлений удостоился права защищать честь страны на летних Олимпийских играх 2012 года в Лондоне. Стартовал здесь в программе одиночных каноэ на дистанции 200 метров, дошёл до финальной стадии, но в решающем заезде финишировал лишь девятым.